# Rio Kabeli
O rio Kabeli é um rio no distrito de Taplejung, no Nepal. O rio tem 58 km de comprimento e o tamanho da bacia é de cerca de 900 km².
A Estação Hidrelétrica Kabeli B1, de 25 MW, foi construída e opera neste rio.